# Östansjö (Hallsbergs kommun)
 For alternative betydninger, se Östansjö. (Se også artikler, som begynder med Östansjö)
Östansjö er et byområde i Hallsbergs kommun i Örebro län i Sverige.

## Historie
Stationshuset blev indviet langs med stambanen i 1907. Et stort antal skofabrikker var hovednerven i ekspansionen, men byen havde også flere aktive idrætsklubber.
Östansjö ligger i Viby socken og indgik efter kommunalreformen i 1862 i Viby landskommun. I denne indrettedes til byen den 17. december 1943 Östansjö municipalsamhälle, som blev opløst den 31. december 1955. Fra 1965 til 1970 indgik byen i Hallsbergs köping, og siden 1971 i Hallsbergs kommun.

## Bebyggelsen
Östansjö er en villabebyggelse med en mindre antal små arbejdspladser. Byen rummer et stort antal foreninger, blandt andet en frikirkeforsamling, forældreforening og idrætsforening. Bäcksjön udgør et populært mødested og badestrand.
Nær byen ligger den spektakulære Dovrasjödalen, som udgøres af en revnedannelse.

## Billeder
- Bäcksjön set fra Vallgatan
- Badeanstalten ved Bäcksjön
- Byens tankstation
- Frikyrkan Bäcksjökyrkan